# Ada de Warenne
Ada de Warenne (vers 1123 - 1178), est une noble anglo-normande qui épouse le prince écossais Henri d'Écosse, comte de Northumberland et de Huntingdon. Elle devient la mère de deux rois écossais, Malcolm IV d'Écosse et Guillaume Ier d'Écosse.

## Biographie

### Parenté
Elle est la fille de Guillaume II de Warenne († 1138), 2e comte de Surrey, et d'Isabelle de Vermandois († 1147). Par sa mère, elle est l'arrière-petite-fille du capétien Henri Ier de France. Elle est la sœur de Guillaume III de Warenne, 3e comte de Surrey, et la demi-sœur de Robert II de Beaumont, 2e comte de Leicester, de Galéran IV, comte de Meulan et comte de Worcester, et d'Hugues de Beaumont, comte de Bedford, tous les trois issus du premier mariage de sa mère.

### Mariage
Ada et Henri se marient en Angleterre, peu après la conclusion du second traité de Durham (avril 1139). Ce mariage est probablement arrangé par le roi Étienne d'Angleterre, afin de s'attacher un peu plus la loyauté d'Henri d'Écosse, l'héritier apparent du roi David Ier d'Écosse, dans le conflit armé pour la couronne d'Angleterre qui l'oppose à Mathilde l'Emperesse. Il est possible que le mariage ait été prévu dans une clause dudit traité, dont il n'existe aucune copie. Pour l'historien britannique Keith Stringer, « bien que son mariage échoue à pacifier les relations anglo-écossaises, sa contribution à l'histoire écossaise est profonde ».
Ada devient donc première dame de la cour d'Écosse, car il n'y a pas d'épouse royale de 1131 à 1186. Les premières années, elle est surtout occupée par ses multiples grossesses. En peu de temps son mari et son beau-père meurent, respectivement en 1152 et 1153. À la suite de la mort d'Henri, le roi prépare son petit-fils à lui succéder, et l'enfant de 12 ans est couronné le 27 mai 1153 à Scone sous le nom de Malcolm IV d'Écosse. Son cadet Guillaume lui est lui aussi enlevé, et présenté aux barons anglo-normands du Northumberland pour qu'ils lui rendent hommage étant leur nouveau comte. Elle devient l'un de ses principaux conseiller de son fils. D'après Guillaume de Newburgh, elle essaie de le pousser à créer une dynastie en poussant dans son lit une belle vierge, mais sans résultat. Elle est considérée avec beaucoup de respect à la cour écossaise, et par ses liens avec la société anglo-normande y importe sa culture, mais aussi des hommes. Pour Keith Stringer, en cela, elle « réenforce l'identification de l'élite écossaise avec les normes et valeurs européennes ».
Durant son veuvage, son douaire est principalement constitué des burghs d'Haddington (East Lothian) et Crail (Fife), entre d'autres,. C'est peut-être elle qui créé le burgh d'Haddington. Elle est aussi une bienfaitrice des nouveaux ordres religieux, aidant ainsi à leur implantation en Écosse. Avant 1159, elle fonde un prieuré cistercien féminin à Haddington, peut-être sur les conseils de l'abbé Waltheof de Melrose.
Le 9 décembre 1165, le roi Malcolm meurt à l'âge de 25 ans sans descendance, alors que sa mère tente d'arranger son mariage avec Constance, la fille de Conan III de Bretagne. À la suite de la mort de Malcolm, le fils cadet d'Ada, Guillaume, est couronné à l'âge de 22 ans.
Elle est moins présente à la cour de son fils Guillaume Ier après son couronnement, certainement parce qu'elle soigne une maladie récurrente à la cathédrale de Durham. Elle meurt en 1178, à une date et en un lieu inconnus.

### Descendance
De son mariage avec Henri d'Écosse naissent :
- Malcolm IV (1141-1165), roi d'Écosse ;
- Guillaume le Lion (1143-1214), roi d'Écosse ;
- David (1144-1219), comte de Huntingdon ;
- Ada (née vers 1142), épouse du comte Florent III de Hollande ;
- Marguerite (née vers 1145), épouse en 1160 du duc Conan IV de Bretagne († 1171), puis en 1175 de Humphrey (III) de Bohun († 1181), seigneur de Trowbridge, Wiltshire, connétable héréditaire d'Angleterre[6] ;
- Maud ou Mathilde (1146/1152-1152).

### Sources
- Keith Stringer, « Ada, countess of Northumberland (c.1123–1178) », Oxford Dictionary of National Biography, Oxford University Press, 2004.
- Victoria Chandler, « Ada de Warenne, queen mother of Scotland (c.1123–1178) », The Scottish Historical Review, vol. 60, no 170 (Part 2 ; octobre 1981), p. 119-139.